# Струтинка
Струтинка (на украински: Струтинка) е село в Южна Украйна, Подилски район на Одеска област. Основано е през 1823 година. Населението му е около 173 души.